# DALL-E
DALL-E, nella forma stilizzata DALL·E, è un algoritmo di intelligenza artificiale capace di generare immagini a partire da descrizioni testuali attraverso la sintografia. Sviluppato da OpenAI, viene presentato il 5 gennaio 2021.

## Sviluppo
A seguito della pubblicazione dei modelli NLP GPT e GPT-2, OpenAI decide di applicare l'architettura dei transformer alla generazione delle immagini. A tal proposito, nel giugno 2020 pubblica ImageGPT, il quale utilizzando lo stesso codice di GPT-2 produce immagini coerenti.
Il 5 gennaio 2021, OpenAI presenta sul suo blog il modello DALL-E, capace di generare immagini a partire da una didascalia che l'utente inserisce. DALL-E mostra di comprendere fedelmente le istruzioni della descrizione testuale rendendosi capace di apprendere concetti spaziali e temporali. 
Malgrado le capacità di DALL-E siano state ampiamente mostrate nel blog di OpenAI e nelle relative pubblicazioni, il codice del modello non è mai stato pubblicato interamente, fatto che ha favorito la nascita di numerosi modelli testo-immagine: Cogview, DALL-E Mini, ruDALL-E.

## Caratteristiche
DALL-E produce immagini in risoluzione massima di 1024 x 1024 pixel a partire da un testo in linguaggio naturale (è supportata la lingua inglese). DALL-E è capace di generare immagini e fotografie adeguandosi a vari stili come ad esempio la pixel art, lo stile cartoon, il rendering 3d. È anche capace di produrre immagini foto realistiche.
DALL-E, dopo un primo periodo di accesso solo tramite invito, è adesso aperto a tutti e offre 50 crediti all'iscrizione e 15 crediti al mese per la generazione delle immagini.
Con ogni credito è possibile generare 4 immagini.
È anche possibile chiedere a DALL-E di produrre immagini, al posto che partendo da un testo, fornendo un'immagine. DALL-E in tal caso produrrà immagini visivamente simili ispirate all'immagine di partenza.
Nel settembre 2023 viene lanciata la versione 3.0 che è in grado di sviluppare dettagli molto complessi e si integra per la prima volta con ChatGPT (solo la versione Plus, ovvero a pagamento.), consentendo la generazione di immagini all'interno di una conversazione testuale, funzionalità già introdotta da Microsoft Bing Chat nel marzo dello stesso anno e poi da Bing Image Creator e Bing.com.

## Immagini generate da DALL-E
DALL-E 3 è molto più avanzato di DALL-E 2, riuscendo a generare immagini di alta qualità e riuscendo a scrivere anche lettere, anche se ha difficoltà nello scrivere parole o frasi di senso compiuto.
Inoltre in DALL-E 3 su ChatGPT Plus non è presente la filigrana, cosa che su DALL-E 2 è presente. Anche se quest'ultima può essere tolta senza che i termini e condizioni vengano infranti.
| PROMPT: | IMMAGINE GENERATA CON DALL-E 3 | IMMAGINE GENERATA CON DALL-E 2 |
| ------- | ------------------------------ | ------------------------------ |
| [ 10 ]  |                                |                                |
| [ 11 ]  |                                |                                |
| [ 12 ]  |                                |                                |